# Kościół Garnizonowy Najświętszej Marii Panny Królowej Polski w Kielcach

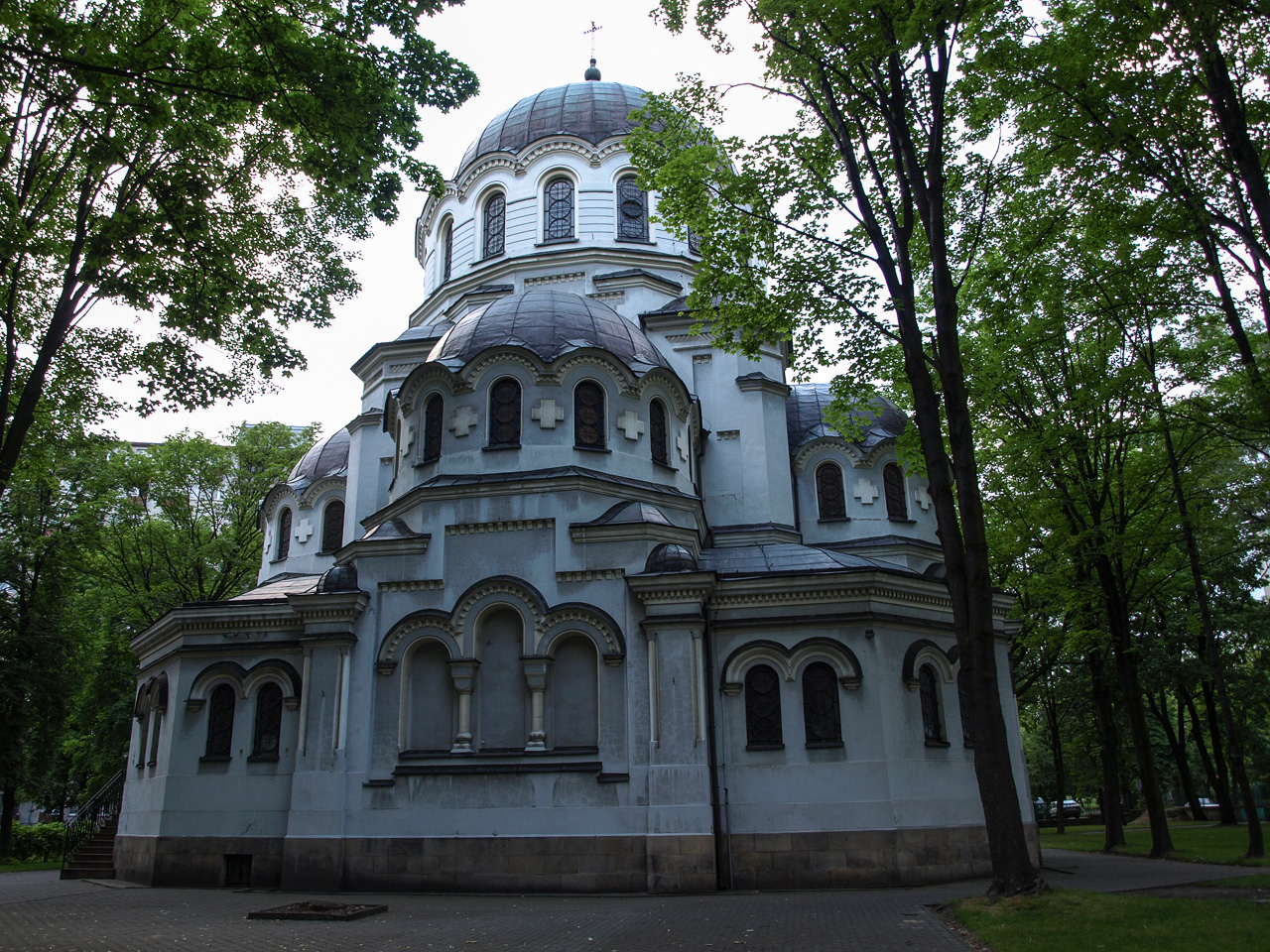
Widok od strony wschodniej

Kościół Garnizonowy pod wezwaniem Najświętszej Marii Panny Królowej Polski – dawna cerkiew prawosławna pod wezwaniem św. Mikołaja znajdująca się blisko centrum Kielc między ulicami Karczówkowską i Chęcińską. Została wzniesiona w latach 1902–1904 z inicjatywy ówczesnych władz guberni kieleckiej jako reakcja na rozpoczęcie przez kielczan w 1901 roku budowy kościoła pod wezwaniem Świętego Krzyża. Cerkiew, będąca już drugim takim obiektem na terenie miasta, przeznaczona była dla żołnierzy z 6 Pułku Strzelców Imperium Rosyjskiego, który stacjonował w pobliskich koszarach pochodzących z 70. lat XIX wieku.

## Historia
14 maja 1904 roku wyświęcono główny ołtarz cerkwi. Podczas I wojny światowej okupacyjne władze austriackie urządziły w budynku obóz jeniecki. Po zakończeniu wojny cerkiew wykorzystywano jako magazyn.
W 1925 roku świątynia została przekazana Garnizonowi Kieleckiemu Wojska Polskiego i zaraz po tym rozpoczęto jej remont, podczas którego jej wnętrze zostało przebudowane w celu umożliwienia prowadzenia liturgii rzymskokatolickiej. Po zakończeniu remontu w dniu 8 grudnia 1926 roku dokonano poświęcenia obiektu i przemianowano na Kościół Garnizonowy pod wezwaniem Najświętszej Marii Panny Królowej Polski. Na wyposażeniu kościoła znalazły się między innymi wejściowe drzwi, kamienna balustrada w prezbiterium oraz dzwon, które pochodziły z nieistniejącej już pierwszej wybudowanej cerkwi – soboru Wniebowstąpienia Pańskiego mieszczącej się obok katedry w miejscu obecnego skweru Stefana Żeromskiego. Dwa lata później, w 1928 roku zostały zamontowane organy. W latach 1953–1955 świątynia ponownie przeszła remont, podczas którego dokonano odnowy wnętrza kościoła oraz naprawiono więźbę i pokrycie dachu, a w 1992 roku na całym dachu i kopułach położono miedzianą blachę.
Na terenie kościoła znajdują się tablice pamiątkowe umieszczone ku czci żołnierzy i partyzantów, którzy zginęli broniąc Ojczyzny.
Koło kościoła przebiega  czerwony szlak miejski prowadzący przez zabytkowe i ciekawe turystycznie miejsca miasta Kielce.

## Architektura
Budynek cerkwi wybudowano według projektu Stanisława Szpakowskiego w stylu bizantyjskim. Cerkiew postawiono na planie równoramiennego krzyża greckiego mającego jednoprzęsłowe ramiona. Od strony zachodniej do głównego budynku przylega dzwonnica, w której znajduje się przedsionek prowadzący do wnętrza kościoła. Na środku głównej bryły znajduje się okazała kopuła, natomiast każde z ramion przykryte jest półkopułą, przylegającą do centralnej części budowli. Długość cerkwi wynosiła 15, szerokość 10, a wysokość 11 sążni (16 licząc do krzyża na kopule głównej). Budynek mógł pomieścić 900 osób i posiadał ogrzewanie parowe.
Dzięki 80 otworom okiennym wnętrze świątyni było dobrze oświetlone. Podłogę wyłożono terakotowymi płytkami. W dwupoziomowym, pozłacanym ikonostasie umieszczono kopie ikon z włodzimierskiego soboru w Kijowie. W prawym skrzydle, w niszy znalazło się przedstawienie Golgoty, napisane przez strzelca 6. pułku Kryłowa. Spod jego ręki wyszły także malowidła ścienne w kopule i nad głównym ołtarzem świętego Mikołaja Cudotwórcy. Drugi ołtarz – boczny – poświęcono Ikonie Matki Bożej „Znak” objawionej w Nowogrodzie. Budowa świątyni kosztowała 65 000 rubli. Obok postawiono plebanię.